# Orchestra Sinfonica di Fulda
L'Orchestra Sinfonica di Fulda (in tedesco: Fuldaer Symphonisches Orchester) è un'orchestra di dilettanti con sede a Fulda, in Germania.

## Storia
Il gruppo fu fondato nel 1999 da Karsten Aßmann (organizzatore dell'orchestra), Albert Flügel (primo violino), Dorothea Heller (co-principale suonatrice di legni) e il direttore musicale Simon Schindler; Aßmann e Schindler avevano solo 21 e 23 anni all'epoca. Gli oltre 100 strumentisti sono per lo più dilettanti, con una commistione di professionisti. I suonatori hanno un'età compresa tra i 16 e i 70 anni.
Il gruppo esegue un concerto all'anno, per il quale provano per due fine settimana. Praticamente tutti gli orchestrali vivono a Fulda o sono cresciuti lì e tornano per i concerti. Lo spettacolo annuale è un concerto di beneficenza per una causa benefica selezionata, sostenuta dal Rotary Club di Fulda. Inoltre gruppi più piccoli composti da personale dell'orchestra si esibiscono durante tutto l'anno.
Le esibizioni dell'orchestra hanno ricevuto recensioni molto positive dalla stampa locale.
L'Orchestra Sinfonica di Fulda ha pubblicato file audio dalle sue esibizioni su Internet con la licenza EFF open audio e quindi è un'importante fonte di registrazioni liberamente ascoltabili di capolavori sinfonici.